# Црква Светог Јована Крститеља у Богишићима
Црква Светог Јована Крститеља у Богишићима је српски православни храм и припада парохији кртољској Митрополије црногорско-приморскe.
Храм Светог Јована Крститеља се налази се у засеоку Богишићи, непосредно уз пут који води за село Ђурашевићи. О историјату храма поп Сава Накићеновић је 1913. године у антропогеографској студији "Бока", о селу Ђурашевић, записао: "Старина има доста. Св. Јован у Ђурашовићима, црква мала. Сазидана је 1776, а осветио ју је Сава Петровић Његош, митрополит црногорски. Уоколо цркве виде се многе гомиле, од којих је најзнатнија она до црквено ограде, која има у перифорији какових 80 м. Знамените су двије престолне иконе, на иконостасу од којих ону, која представља спаситеља, приложио је Перо Лучин Клакор 1776, а икону Богоматере монахиња Настасија, јер на истој запис...(1776). Једна икона, која преставља Богомајку, а око ње  Арх. Михаил и Св. Сава, има запис: рука грешна даскала Рафаиловића народног зоографа од Рисна (1820). Антиминс је израдио познати писац стематографије, Христифор Жефаровић илирско-рашки зоограф. У гробљу ја знаменита плоча, на којој резан грб са птицом, па рука с мачем, полумјесецом и мртвом главом и три шестероугаоне звијезде... Ово је рекох црква у Ђурашевићима, који су прије имали цркву св. Ивана, али приморани од владе, морадоше допустити служити у истој римском свештенику. Ради тог догађале су се свађе измећу римских и православних свештеника, ко ће прије службу вршити. Пошто је православним то додијало ограде цркву св. Јована, а ону св. Ивана оставе римокатолицима, чија је и данас. Основа цркве је дуга 21 m., а широка 13 m, С обје стране основе сачувала се нека врста побочних зидова. На сјеверној страни, за 5 m. далеко од темеља цркве, добро се сачувао зид, који иде упоредо са темељом и који је вјешто и чврсто зидан, као да је сливен. Ово је сјеверно крило, дуго 20 m. а широко 5 m., те опомиње на јужно крило св. Арсеније у Пећи. Гдје није порушен, овај зид је висок, гдје 70 cm., гдје 1-40 m., а на доњем крају 2-75 m., и ту је дебео 80 cm. То мора да је било огромно градитељско ремек-дјело. Зидови му бјеху големи: дуг је и широк око 6-7 m., а и до данас квадратни основи су се добро сачували зидовима високим до 4 m."
Храм је подигнут 1776. године као једноставна једнобродна грађевина са полукружном апсидом и звоником на преслицу са три отвора. Првобитни изглед храма је измијењен 1861. године када је умјесто звоника на преслицу, у прочељу подигнут високи, масивни звоник квадратне основе. Звоник је у основи ослоњен на два масивна ступца и два полуступца који су мећусобно повезани широким луцима градећи испред западног портала храма неку врсту отвореног тријема. Поред приземља, звоник има три спрата и куполу. Храм је зидан од фино тесаног камена сложеног у правилне хоризонталне редове са истакнутим фугама. Унутрашњост је пресвођена полуобличастим сводом који се без ојачавајућих лукова директно ослања на подужне зидове. У југозападном углу постављено је затворено дрвено степениште којим се остварује веза са звоником. Храм је освијетљен по једним лучним прозором на обије подужне фасаде и једним на апсиди.
На звонику је уклесана сљедећи натпис:
ПРАВОСЛАВНИ ПАРОХИЈАНИ
ЂУРАШЕВИЋКО-БОГИШИЋКИ
ПРИЛОГОМ ОД 2600 КРУНА
ШПИРА Ј. ЂУРИШИЋА
ПРИЛОЖИШЕ ОВАЈ ЗВОНИК
ГОДИНЕ 1900.
У земљотресу 1979. године храм је страдао. Обновљен је и освећен 2002. године. Митрополит црногорско-приморски Амфилохије Радовић служио је Литургију и освештао цркву Св. Јована у Ђурашевићима уз саслужење игумана превлачког архимандрита Варнаве и архијерејског намјесника Бококоторског протојереја ставрофора г. Момчила Кривокапића са свештенством. Прије самог освећења Митрополит Амфилохије је предводио литију у трократном опходу око цркве, а потом је положен дио моштију јасеновачких новомученика. Освећењу је присуствовало више стотина вјерника из Боке которске."
Српске православне цркве на простору Михољског збора су биле највише на удару покатоличавања. Једна од тих цракава је и црква Светог Јована, са остацима живописа у ромејском (византијском) стилу и олтара Св. Јована. Павао Буторац је записао да је ова црква 1704. била заједничка са Србима. Тада је бискуп Драго констатовао да су двије трећине становника сљедбеници српскога обреда (Serviani), а трећина Латини. У другом извјештају истог бискупа се навди да су у Кртолима двије цркве Латинима заједнике са Србима, и то једна на равници, Вазнесења, а друга Усјековање главе Св. Јована Крститеља, на брду. Пошто су у обје цркве, накнадно уграђени олтари за католике, у куту, по њима недолично, бискуп је од Латина (католика) тражио да за себе изграде посебну цркву. Ипак су православни Срби себи подигли нову цркву Св. Јована, а католици су добили стару. 4. јуна 1718. је Грцима или Србима забрањено било градити цркве или манастире, да то не би сметало католицима. 1783. ова стара црква Св. Јована постаје само католичка, а до тада је била заједничка. Замјена је извршена за цркву Св. Духа, која је исто била заједничка, а након тога је уступљена православнима.

## Галерија
- Врата цркве, 2021.
- Звона поред цркве
- Ктиторски натпис на звонику из 1900, када је звоник подигнут